# Bitwa pod Kolnem
Bitwa pod Kolnem – bitwa stoczona 10 lipca 1794 roku podczas insurekcji kościuszkowskiej.
Pruski generał Günther mający przy sobie około 750 żołnierzy maszerował z Kozła nad Pisą na Szczuczyn. Gdy 9 lipca stwierdził obecność polskiej grupy pułkownika Walentego Kwaśniewskiego stacjonującej w Kolnie, postanowił uderzyć na nią z zaskoczenia. O godzinie 1 w nocy Prusacy zaatakowali miasto, w którym znajdowało się 1450 polskich żołnierzy.
Prusacy uderzyli na polskie pozycje przez groble na rzece Łabna. Pruski atak załamał się w ogniu polskiej piechoty. Około 10:00 rano Günther nakazał przerwać walkę i zabić wszystkich jeńców, po czym wycofał się pod Pisz. Natomiast grupa Kwaśniewskiego wycofała się do Borkowa.